# Kinh tế Ukraina
Kinh tế Ukraina là một nền kinh tế thị trường tự do mới nổi, với tổng sản phẩm quốc nội đã tăng trưởng tới hai con số trong những năm gần đây. Trước đây nó là một bộ phận của Nền kinh tế Liên Xô. Nền kinh tế Ukraina đã trải qua nhiều bước thăng trầm lớn trong những năm 1990, bị siêu lạm phát và tụt dốc nhanh chóng; tăng trưởng GDP đã bắt đầu được ghi nhận từ năm 2000, và sự cải cách vẫn đang được tiếp tục. Gần đây nhất, cùng với các nền kinh tế tăng trưởng rất nhanh trong cộng đồng các quốc gia độc lập (CIS), tăng trưởng kinh tế của Ukraina quý I năm 2007 là 8,6%, một tỉ lệ rất nhanh nhưng cũng chỉ đứng thứ 7 trong số 9 nền kinh tế CIS.

## Xu hướng kinh tế vĩ mô
Dưới đây là một biểu đồ xu hướng tổng sản phẩm quốc nội của Ukraina theo giá thị trường được ước tính bởi Quỹ tiền tệ quốc tế, đơn vị tính là Hryvnias của Ukraina.
| Năm  | Tổng sản phẩm quốc nội | Tỷ giá đồng đô la Mỹ |
| ---- | ---------------------- | -------------------- |
| 1995 | 54.516                 | 1.47 Hryvnias        |
| 2000 | 170.070                | 5.44 Hryvnias        |
| 2005 | 418.529                | 5.12 Hryvnias        |